# شركة الانشاءات الميكانيكية النورمندية

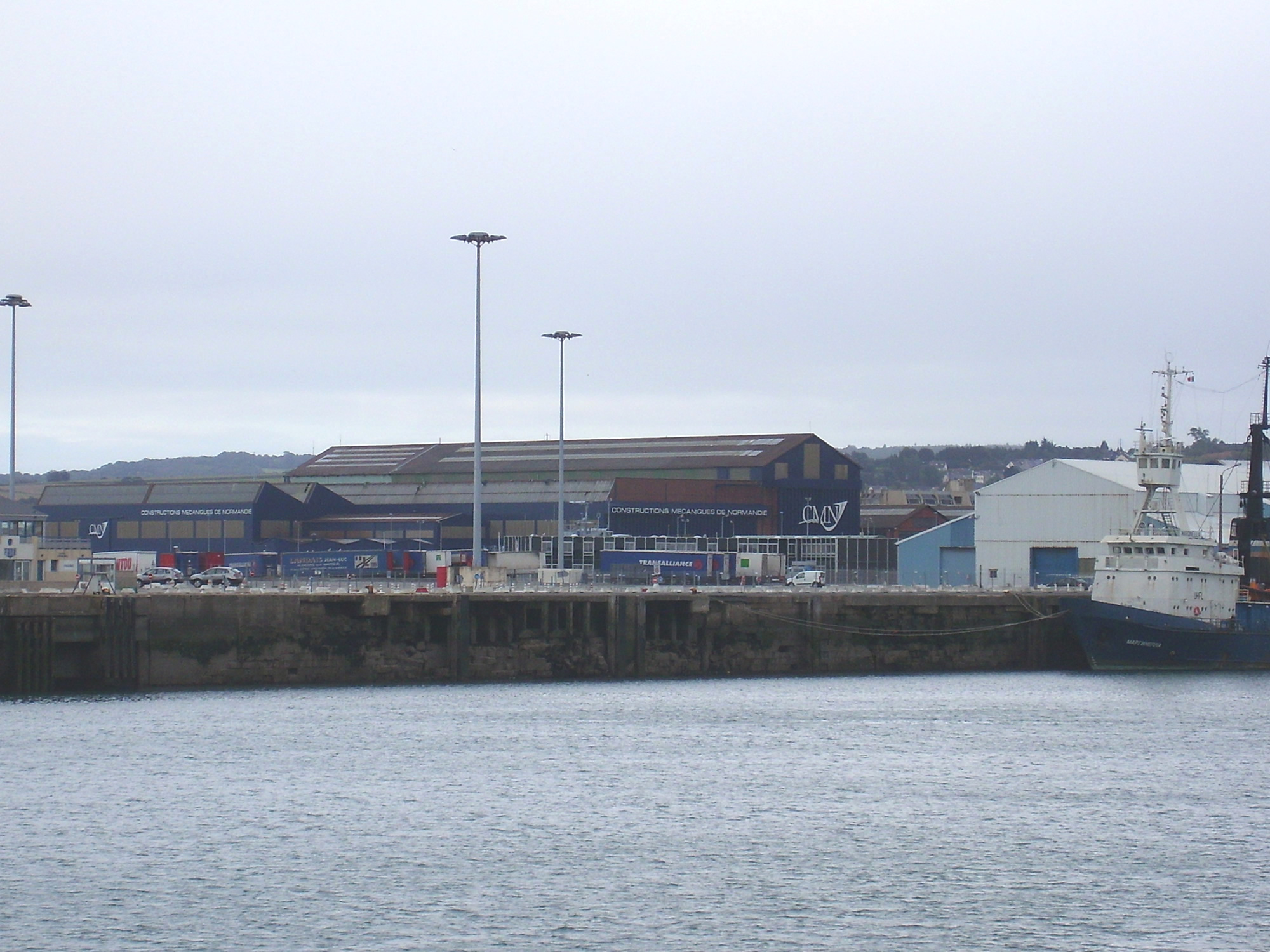
حوض بناء السفن لشركة الانشاءات الميكانيكية النورمندية في شيربورغ.

شركة الإنشاءات الميكانيكية النورمندية (بالفرنسية: Constructions mécaniques de Normandie)‏ هي شركة فرنسية لبناء السفن مركزها شيربورغ بنورمانيديا فيما يقع مقرها الرئيسي بالعاصمة الفرنسية باريس، تأسست الشركة عام 1956 وهي متخصصة في بناء السفن الحربية الخفيفة واليخوت.